# Nedèlia Petkova
Nedèlia Petkova (1826 - 1894) va ser una pionera de l'educació a Bulgària. El 1859 va començar a ensenyar a noies i va desembocar en la creació d'un sistema d'escolarització per a nenes de tota la Bulgària que formava part de l'Imperi Otomà, amb centenars de noies atenent a les classes.
També va ser coneguda com l'Àvia Nedèlia o Baba Nedèlia. Ella va estudiar a l'escola monestir de la "Santa presentació de la Santíssima Verge", un convent a la ciutat de Sopot.
Va iniciar la seva carrera de mestra a Sofia, Samokov, Prílep, Ohrid, i Veles. Més tard va fundar la primera escola búlgara per a nenes a Prílep, Bítola, Veles, i Tessalònica.
Els funcionaris governamentals van intentar aturar-la i la van detenir i van buscar a casa seva llibres sediciosos. Encara que va ser sotmesa a judici, va ser alliberada per manca d'evidències i va continuar la seva campanya per educar nenes i noies fins a la seva mort, el 1894.